# Planeta węglowa

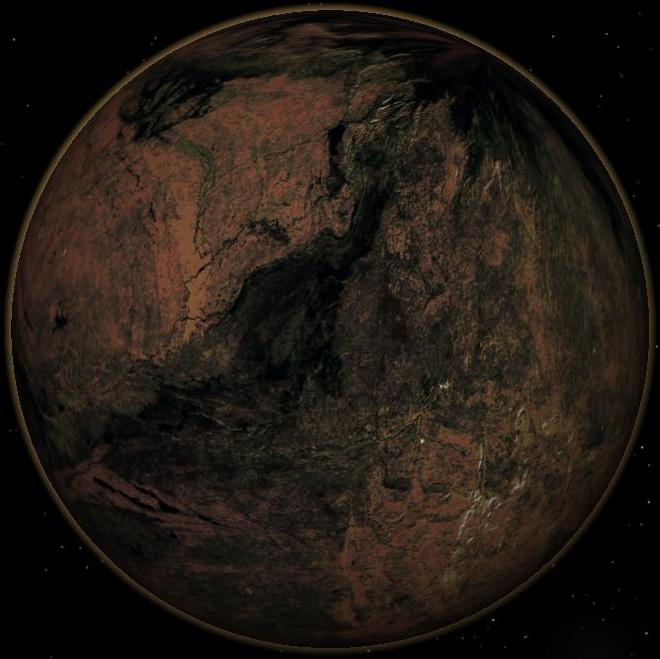
Wizja artystyczna planety węglowej (ciemną i rudawą barwę jej powierzchni nadają osady węglowodorowe)

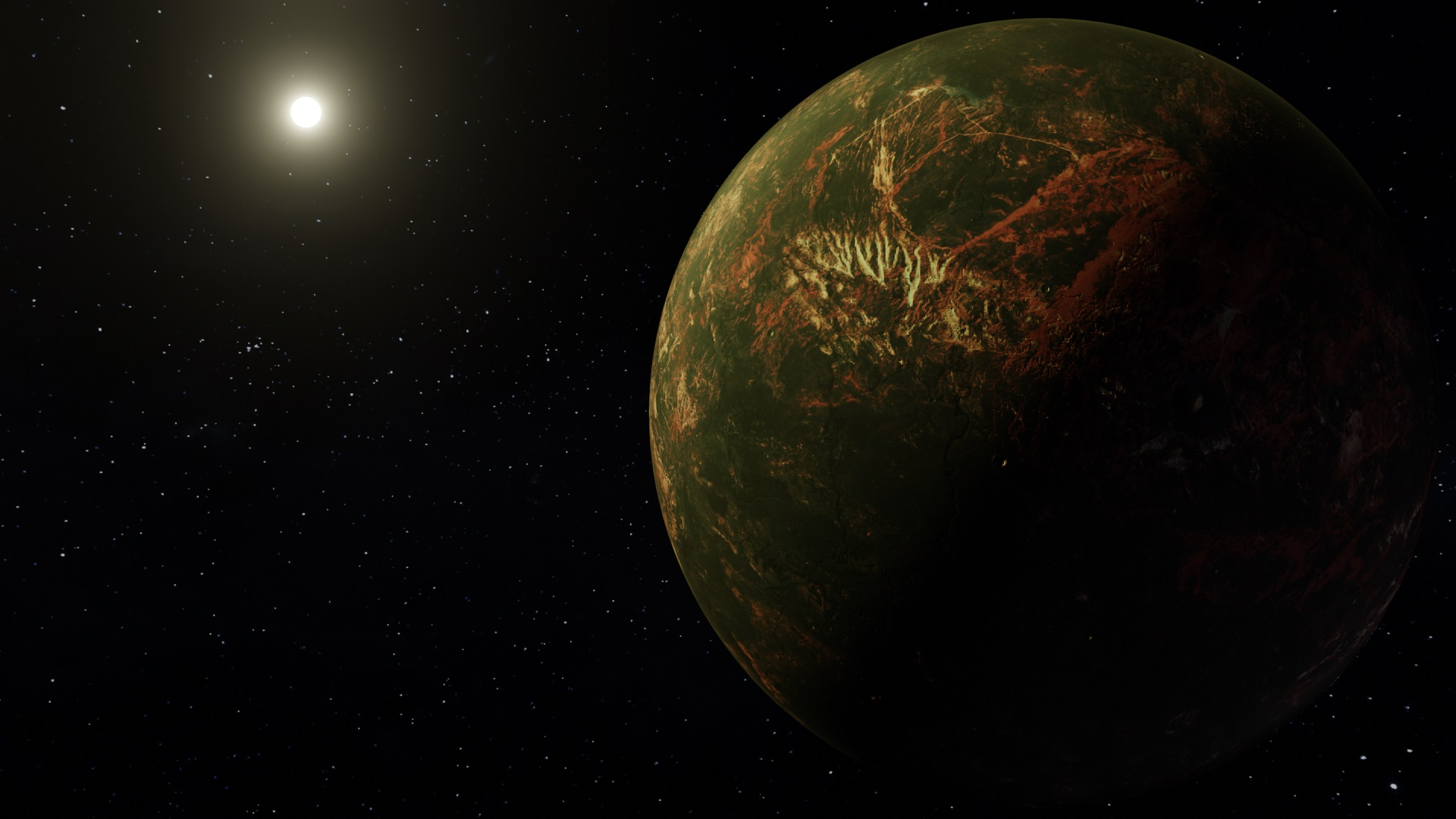
Artystyczna wizualizacja planety węglowej

Planeta węglowa (planeta diamentowa, planeta węglikowa)  – jedna z odmian planety skalistej. W odróżnieniu od typowej planety skalistej (jak Ziemia) jej węglowy odpowiednik bazuje na chemii opartej na węglu. Popularyzatorami idei istnienia takich planet są amerykański astrofizyk Marc Kuchner oraz amerykańsko-kanadyjska astronom Sara Seager. Z uwagi na ciśnienie panujące we wnętrzu taka planeta przypuszczalnie zawiera wielkie ilości diamentów.
Obecnie brakuje danych pozwalających stwierdzić, że któraś spośród ponad tysiąca znanych planet pozasłonecznych jest planetą węglową.

## Lokalizacja
Przypuszcza się, że planety węglowe istnieją w obszarach galaktyk, w których znajduje się dużo gwiazd węglowych (gwiazd z większą niż Słońce zawartością węgla) oraz jednocześnie jest mniej tlenu. Węgiel ten po śmierci gwiazd trafiał do ośrodka międzygwiazdowego, a z obłoków molekularnych przedostawał się do dysków protoplanetarnych wokół nowo powstałych gwiazd. Miejsca takie występują blisko centrum Galaktyki. Dla porównania Ziemia znajduje się w ramieniu spiralnym Galaktyki, gdzie jest mniej gwiazd węglowych – dlatego w Układzie Słonecznym nie istnieje żadna planeta węglowa.
Jedną z możliwych lokalizacji potencjalnych planet pozasłonecznych opartych na węglu może być otoczenie pulsara PSR 1257+12. Powstał on  w wyniku eksplozji gwiazdy zawierającej węgiel; cztery znane planety okrążające ten pulsar również mogą być bogate w węgiel. Marc Kuchner oraz Aki Roberge z Centrum Lotów Kosmicznych imienia Roberta H. Goddarda w Maryland doszli do wniosku, że w dysku protoplanetarnym wokół młodej gwiazdy beta Pictoris także może istnieć planeta węglowa, sam dysk zawiera bowiem znaczne ilości węgla.

## Budowa
Wewnętrzne geosfery planety węglowej są podobne do ich odpowiedników w typowych planetach typu ziemskiego, których budowa oparta jest na krzemianach. Istnieje zatem jądro, płaszcz i skorupa. Różnica tkwi w ich składzie; modelowanie przemian fazowych w takich planetach wskazuje, że pomiędzy skorupą a płaszczem istnieje jeszcze jedna warstwa przejściowa. Jądro planety węglowej składa się z żelaza, niklu i węgla. Płaszcz zbudowany jest z węglików, w tym z karbidu, węgliku krzemu oraz z węgliku tytanu. Podobne związki wchodzą w skład skorupy. Pomiędzy skorupą a płaszczem istnieje hipotetycznie jeszcze jedna warstwa złożona z diamentu (alotropowej odmiany węgla). Przyczyną tego może być istniejące wewnątrz duże ciśnienie, które przekształciło grafit w diament.

## Powierzchnia
Również substancje występujące na powierzchni takiej planety to w większości związki węgla. Na stałej powierzchni takiej planety może występować grafit oraz liczne osady węglowodorowe. Jeżeli występują oceany i morza, to mogą one przypominać składem jeziora na Tytanie, zawierające węglowodory (m.in. metan lub benzen). W niektórych miejscach powierzchni mogłyby występować diamenty, jako składnik tamtejszych skał metamorficznych.
Planety węglowe mogą być całkowicie pozbawione wody, gdyż tlen w powstającym układzie planetarnym byłby wiązany przez węgiel, w postaci tlenku węgla. W takim układzie mogą nie występować ciała zawierające duże ilości wody, na przykład komety i planetoidy bogate w lód.

## Atmosfera
Atmosfera hipotetycznej planety węglowej, tak jak jej pozostałe warstwy, opiera się na związkach węgla. Mogą być to lotne węglowodory: metan, etan oraz bardziej złożone cząstki, występujące w postaci zawiesiny (mgły) w atmosferze, tworzone przez reakcje fotochemiczne; w Układzie Słonecznym związki takie występują w dużych ilościach w atmosferze Tytana (księżyca Saturna). Na Ziemi podobny skład chemiczny ma smog, występujący nad wielkimi miastami i obszarami silnie uprzemysłowionymi. W przeciwieństwie do niego atmosfera węglowej planety jest pozbawiona wody. Mogą występować czarne chmury z sadzy, nad gruntem może unosić się żółtawa mgła.